# Hypericum androsaemum
L’orval (Hypericum androsaemum), totabona o cura-ho tot, entre altres denominacions populars, és una espècie de planta fanerògama de la família de les clusiàcies (abans anomenada hipericàcies), present a bona part d'Europa i zones temperades de la resta del món. A Catalunya creix a les vorades ombrívoles i als boscos humits.

## Morfologia
L'orval és una planta herbàcia de 30 a 80 cm d'alçada. L'arrel és axonomorfa, amb tiges llenyoses eixint de la base, erectes i cilíndriques amb dues línies prominents al costat.
Les fulles són ovades i cordiformes, oposades i mig abraçadores, sèssils. Són amples, fent entre 1,5 a 6 cm d'amplada i 3 i 10 cm de llargada. Les flors són vistoses, grogues, estrellades i pentàmeres. Són hermafrodites i es troben disposades en cimes dicotòmiques. L'androceu es compon d'estams en cinc feixos.
El fruit és bacciforme, carnós i de color morat a negre quan madur.

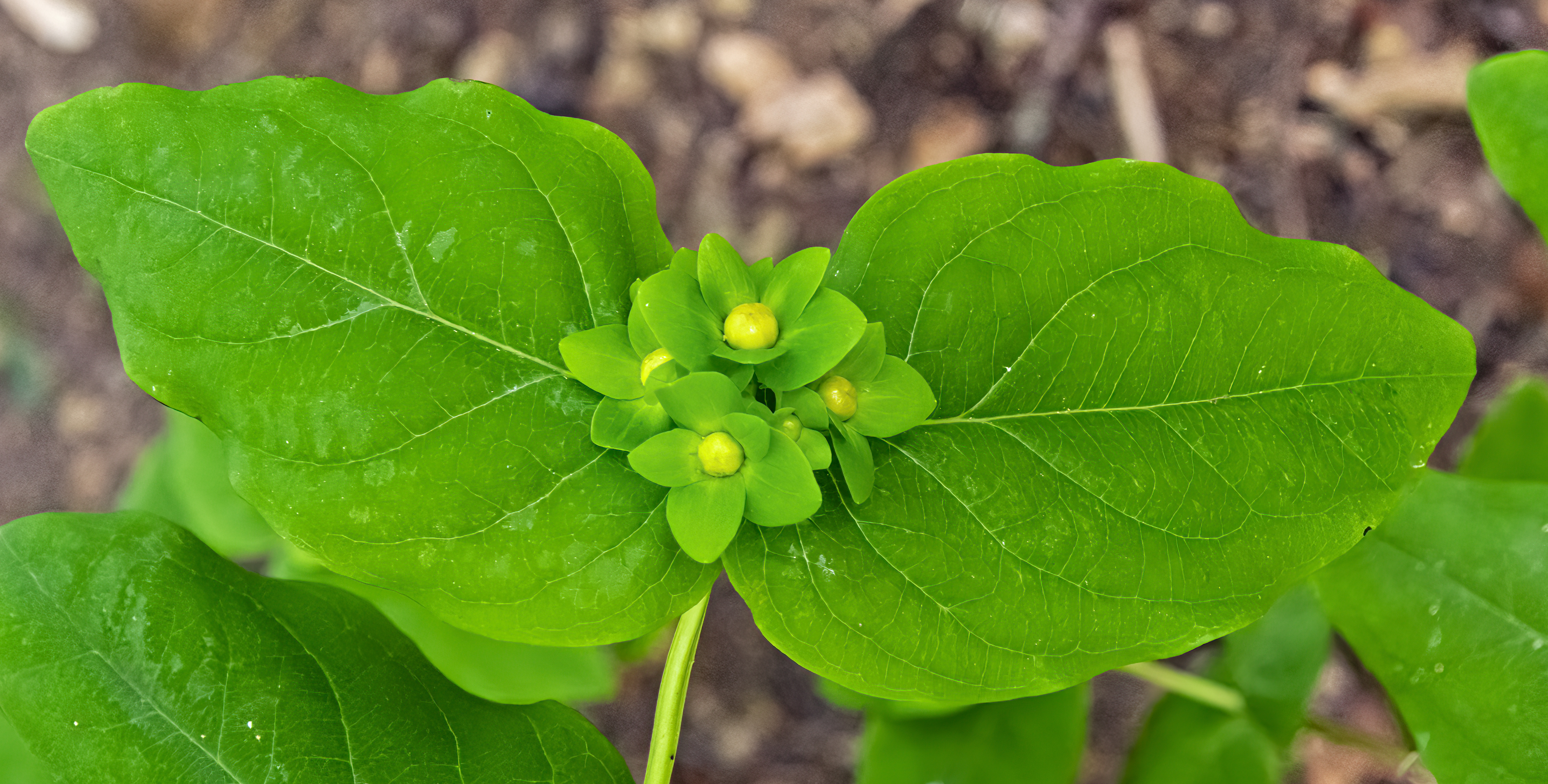
Fulles i brots
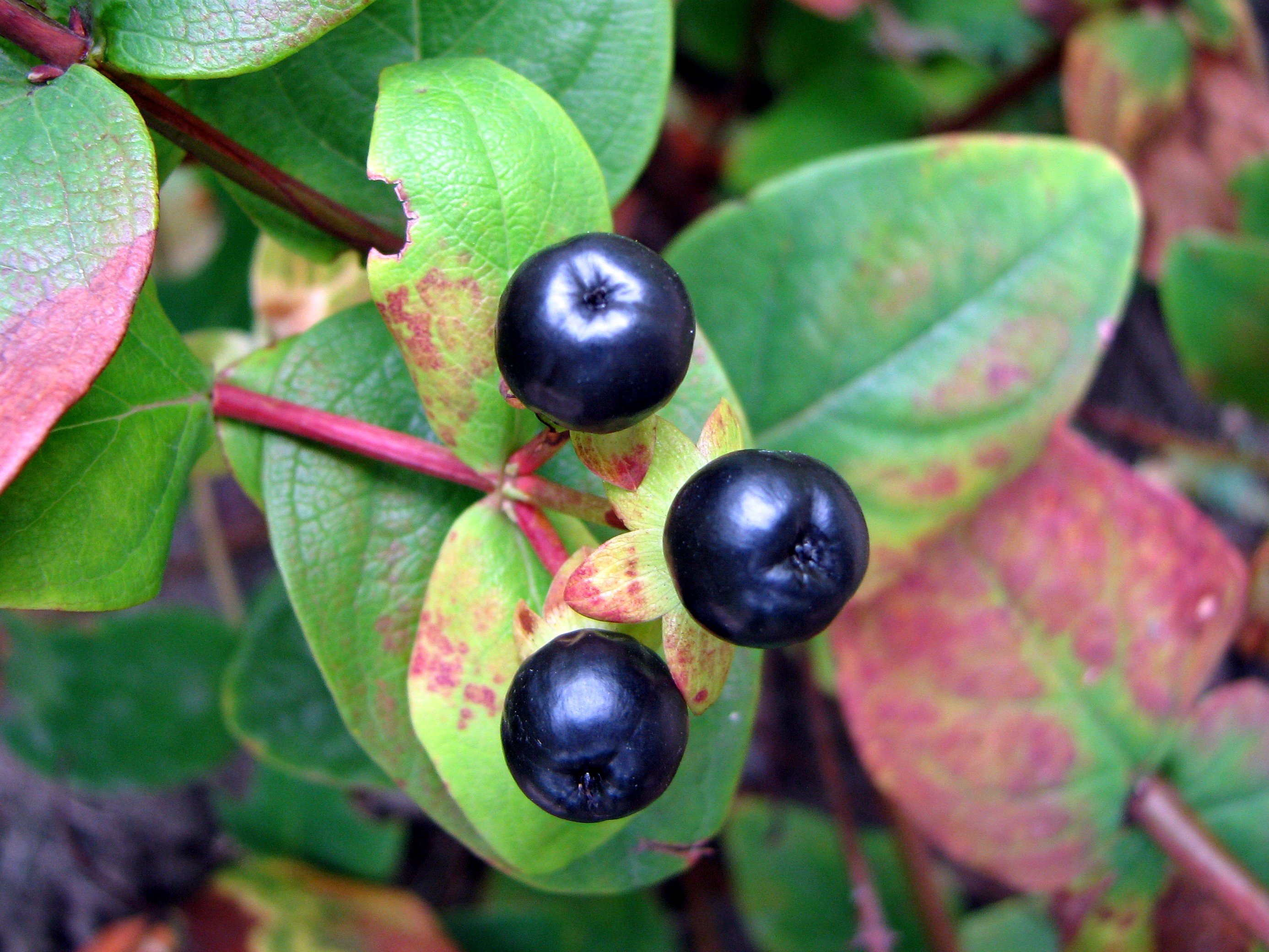
Fruit de l'orval

## Ús medicinal
Les fulles es coneixien amb el nom de «fulles de bàlsam» en la fitoteràpia tradicional. Servien per a fer cataplasmes medicinals.